# Casón del Buen Retiro
Le Casón del Buen Retiro est un édifice historique de Madrid, en Espagne. Il constitue l’un des deux seuls édifices qui subsistent après la destruction du palais du Buen Retiro, duquel il prend le nom. Construit par Alonso Carbonel en 1637, il est pensé initialement comme salon de danse de la Cour de Philippe IV.
À partir de 1971, il dépend du musée du Prado et possède plus de 3 000 toiles, dont Guernica de Picasso avant qu’elle n'ait été transférée au musée Reina Sofía en 1992. Après des années de travaux, le bâtiment est transformé en centre d’études en 2009, alors que les collections de peintures du XIXe siècle sont relocalisées au siège principal du musée après son agrandissement par Rafael Moneo.

## Histoire

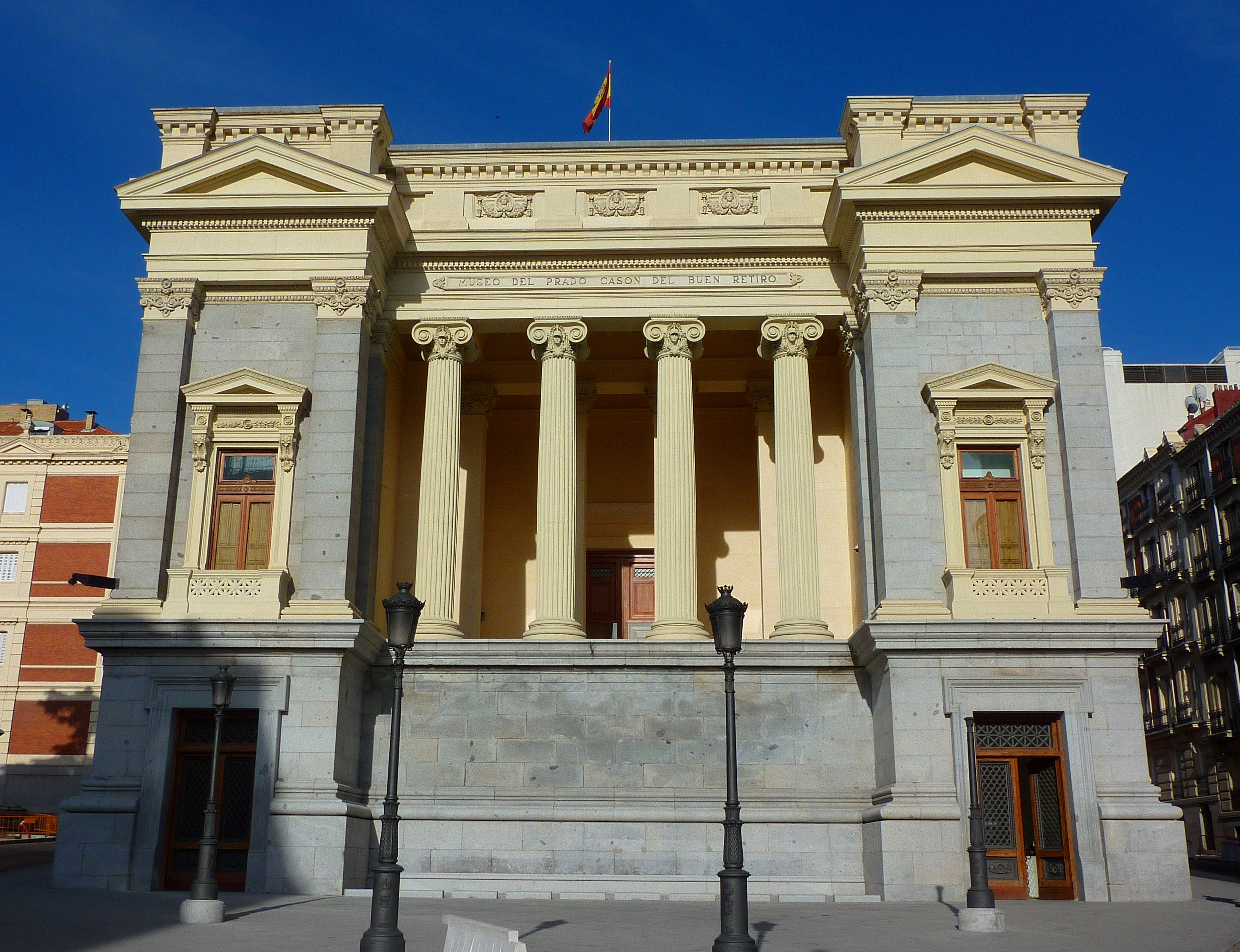
Façade ouest, œuvre de l’architecte Ricardo Velázquez Bosco.

Le Casón fut construit par Alonso Carbonel en 1637 comme Salon de danse du Palais du Buen Retiro. À l’origine ce n’était pas un édifice indépendant, mais une intersection ou un segment dans une succession importante d’édifices. L’autre édifice subsistant du Buen Retiro, est le Salon des royaumes, qui fut durant des décennies le siège du Musée de l'Armée, jusqu’à son déplacement au musée du Prado. 
Le peintre napolitain Luca Giordano participa à la décoration du Casón. Il peignit l’Allégorie à la Toison d’Or sur la voûte de l’édifice. C’est pratiquement le seul élément original qui subsiste, bien qu’en réalité ce panneau fut amplement restauré par deux peintres du XIXe siècle, Germán Hernández Amores (es) et José Garnelo (en). Durant le XIXe siècle, après la destruction du Buen Retiro, le Casón subit un agrandissement. Lui furent ajoutées deux nouvelles façades, de style néoclassique. Elles furent conçues par le discret architecte Mariano Carderera, mais il fallut refaire la façade occidentale lorsqu’un cyclone s’abattit sur cette zone de Madrid et la fit tomber – ainsi que 564 arbres du jardin botanique royal de Madrid. Carderera fut alors éloigné de la direction des travaux, et la nouvelle façade fut confiée à l’architecte de Burgos Ricardo Velázquez Bosco. L’édifice fut exploité comme cabinet royal d’études topographiques dès 1831, créé par l’ingénieur León Gil de Palacio (es). Antérieurement, ce fut le siège du cabinet royal des machines créé par Agustín de Betancourt.
Au cours du XXe siècle, le Casón – la baraque, appelé ainsi à cause de son aspect désolé d’alors - fut employé à différentes fins. En 1971 il fut cédé au Musée du Prado pour accueillir la collection de peintures du XIXe siècle.
Ces peintures avaient appartenu au musée espagnol d'art moderne, créé en 1894. Avec l’augmentation constante de ses fonds, il fut décidé en 1971 de rendre les peintures du XIXe siècle au Prado et laisser celles restantes, du XXe siècle, dans un nouvel édifice construit à la cité universitaire : le musée espagnol d'art contemporain (MEAC) qui fut transformé en 1988 en musée national centre d'art reine Sofía et déplacé en 1992 sur son site actuel.
Le Casón du buen retiro reçut en 1981 le legs Picasso, dont l’œuvre la plus importante était Guernica. Avec lui, étaient exposés d’autres legs significatifs, comme celui d’Arthur Dougles Cooper ou de Piler Juncosa, veuve de Joan Miró. 
Avec Guernica, une grande partie de la peinture avant-gardiste fut exposée dans le Casón du buen retiro jusqu’en 1992. Elles furent alors déplacées au musée de la reine Sofia en vertu d’un nouveau décret qui divisait les collections publiques d’art: les artistes qui étaient nés après Picasso iraient au musée de la reine Sofía, et ceux nés avant resteraient au Prado. Cependant, afin de renforcer l'importance du reste des collections du musée reine Sofia — qui alors étaient inégales et sans identité claire et définie — il y eut des exceptions importantes avec des peintres tels que Ramon Casas, Santiago Rusiñol, Joaquim Mir ou Darío de Regoyos, qui, bien qu’antérieurs à Picasso, furent exposées dans le nouveau musée en raison de leurs célébrités.

## La réforme

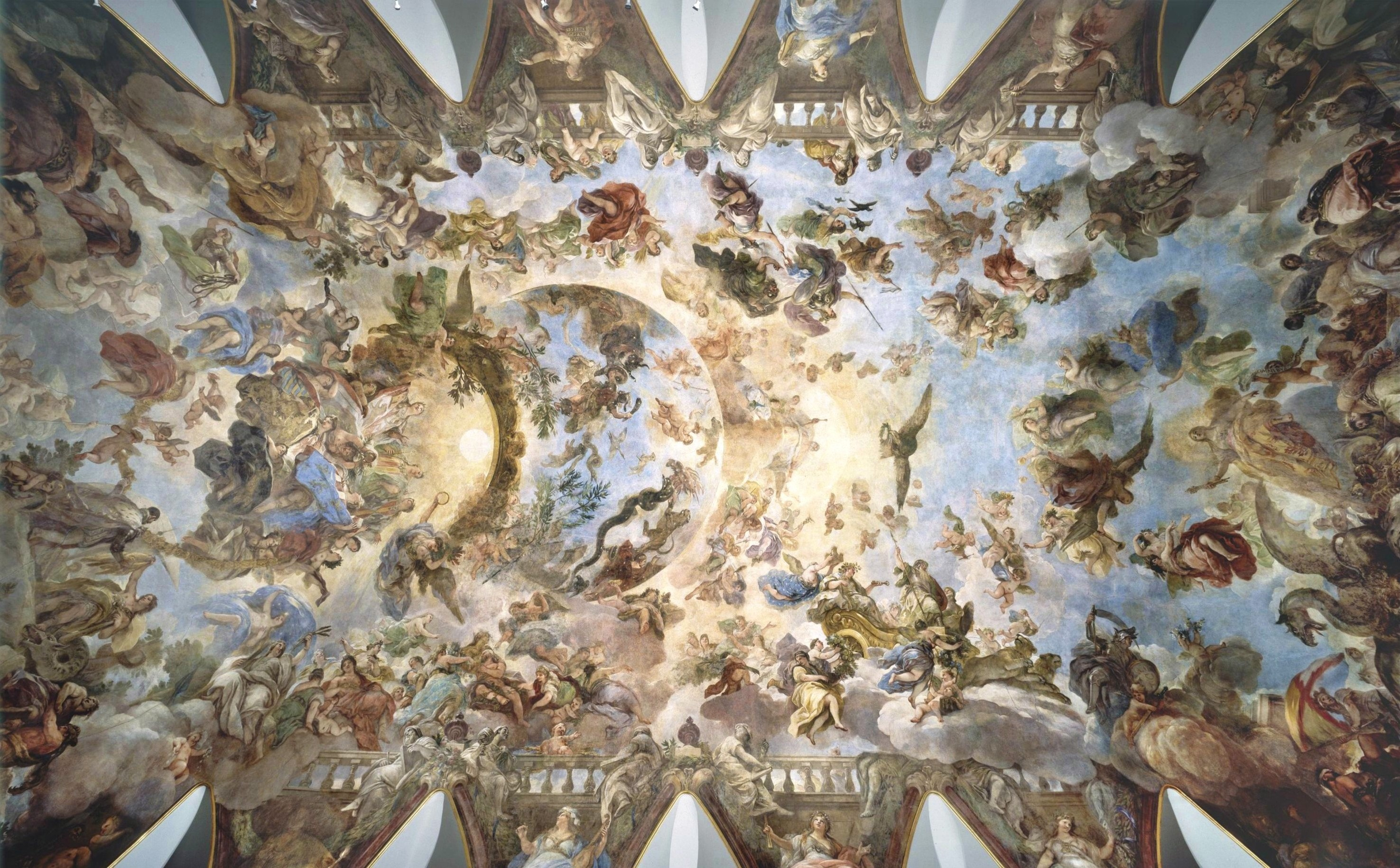
Allégorie à la Toison d’Or sur la voûte de l’édifice, par Luca Giordano.

En 1996 le Casón fut fermé au public pour initier une reforme complète qui commença en 1997, et qui fut à la charge du Ministère de la culture. 
Les interventions eurent trois objectifs :
- Consolider l’édifice en éliminant les problèmes d’humidités et les manques de ciments.
- Récupérer la fresque de la voûte de Luca Giordano.
- Agrandir la surface d’exposition. Deux nouveaux étages furent construits, ce qui suppose une augmentation de 3 157 mètres carrés. Ce nouvel espace, maintenant que l’édifice n’est plus employé pour des expositions permanentes, est utilisé comme magasin de livres et de documentation.

Les travaux se terminèrent en octobre 2007, avec une fête de gala le 30, cependant les locaux n’entrèrent en fonctionnement qu’en 2009.

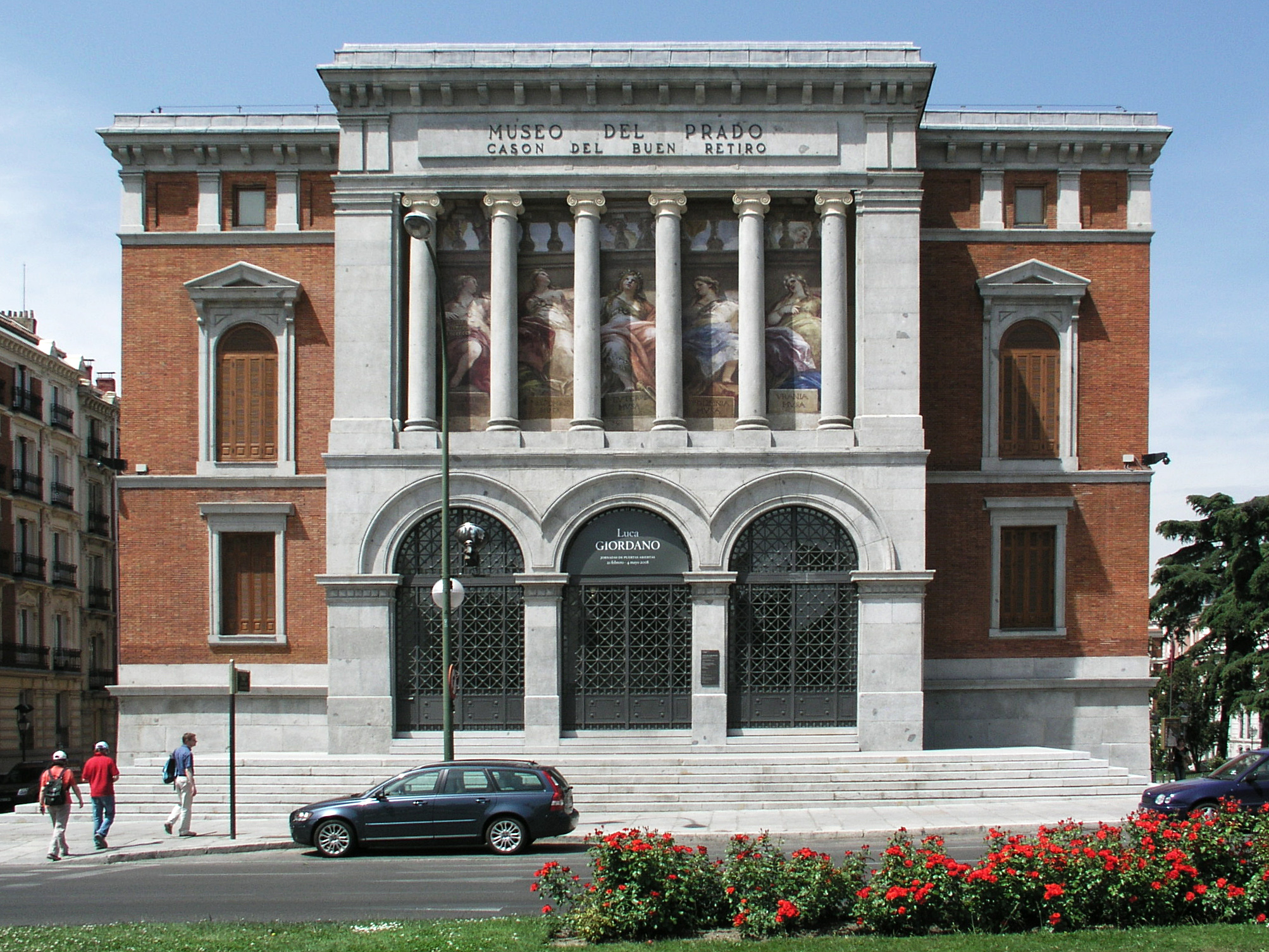
La façade est du Casón du Buen Retiro (2008).

L’utilisation finale de l’édifice est d’héberger le Centre d’Études du Musée dite « l’École du Prado » et qui suit le modèle de l’École du Louvre. Elle se consacre à l'étude des œuvres d'art et à la formation d’expert en art. C’est là que se trouvent les départements de documentation, d’archive, la bibliothèque et la conservation du Musée du Prado.
Pour célébrer publiquement la restauration du Casón, la première exposition fut sur Luca Giordano dans le Prado - la voûte étant une œuvre du peintre - et qui coïncidait avec la publication d’un livre sur l'histoire de l’édifice et d’un catalogue raisonné de l'œuvre de Giordano dans l'institution. Par la suite, la grande salle centrale avec sa voûte peinte fut exploitée comme grande salle de lecture de la bibliothèque du Prado.
Le centre reçut une dotation extraordinaire du roi Juan Carlos Ier d'Espagne. Le Centre ouvrit ses portes pour la première fois le 9 de mars 2009. Il possédait des livres sur la peinture, le dessin et l’iconographie, la sculpture et les arts décoratifs, sur une période allant du Moyen Âge jusqu’au XIXe siècle. Une Partie sont des catalogues d’expositions ; il existe également un important fonds ancien, constitué en grande partie par des acquisitions des bibliothèques Cervella et Madrazo. Au total il y a près de 60000 volumes et 700 titres de revues. En 1987 s’initia la numérisation des fonds, permettant d’accéder à ces documents depuis les salles de lecture.